# Libourne
Libourne é uma comuna francesa na região administrativa da Nova Aquitânia, no departamento da Gironda. Estende-se por uma área de 20,62 km². Em 2010 a comuna tinha 25 063 habitantes (densidade: 1 215,5 hab./km²).019 hab/km².